# Bisdom Armenia
Het bisdom Armenia (Latijn: Dioecesis Armeniensis) is een rooms-katholiek bisdom met als zetel Armenia, in Colombia. Het bisdom is suffragaan aan het aartsbisdom Manizales. 

## Geschiedenis
Het bisdom werd opgericht op 17 december 1952, uit delen van het bisdom Manizales, en was suffragaan aan het aartsbisdom Medellín. Op 10 mei 1954 veranderde het van kerkprovincie en werd suffragaan aan het nieuw verheven aartsbisdom Manizales.

## Parochies
Het bisdom had in 2020 een oppervlakte van 1.845 km2 en telde 581.200 inwoners waarvan 84,1% rooms-katholiek was.

## Bisschoppen
- José de Jesús Martinez Vargas (18 december 1952 - 8 februari 1972)
- Libardo Ramírez Gómez (8 februari 1972 - 18 oktober 1986)
- José Roberto López Londoño (9 mei 1987 - 7 oktober 2003)
- Fabio Duque Jaramillo (29 november 2003 - 11 juni 2012)
- Pablo Emiro Salas Anteliz (18 augustus 2014 - 14 november 2017)
- Carlos Arturo Quintero Gómez (12 december 2018 - heden)

## Galerij van afbeeldingen

Wapen van het bisdom Armenia
Kaart van het bisdom Armenia

Manizales (aartsbisdom) · Armenia · La Dorada-Guaduas · Pereira